# 鮑伯·寇爾克
小羅伯特·菲利浦斯·｢鮑伯｣·寇爾克（1952年8月24日—），是一位美國共和黨政治人物，自2007年成為田納西州聯邦參議院議員，直至2019年1月。
寇爾克在奧蘭治堡出生，並畢業於田納西大學。1978年他25歲時，他建立了一間成功的建築公司，在1990年出售給別人。1994年他首次參選州聯邦參議員但在共和黨初選輸給未來的參議院多數黨領袖比爾·福利斯特。經由州長唐·森德奎斯特任命，寇爾克在1995年到1996年期間擔任田納西州財務和行政專員。後來他收購了兩家在田納西州查塔努加最大的房地產公司，亦於2000年當選第71任查塔努加市長，任期由2001年到2005年。
2006年，在比爾·福利斯特宣布從田納西州聯邦參議員一職上退休後，寇爾克公布其參選意向；他在共和黨初選以47%選票勝過前州聯邦眾議員埃德·科比和范·希勒里取得提名，並在大選中以50%比47%選票擊倒民主黨候選人小哈羅德·福特。2012年選舉裡，他則以65%比30%選票壓過民主黨候選人馬克·E·克萊頓連任。

## 荣誉

### 外国勋章奖章
- 旭日大绶章（日本，2018年4月29日公布[7]）

## 延伸閱讀
- Background and collected news at The Washington Post
- 美國國會國家人物傳記大辭典中的傳記
- 由華盛頓郵報維護的投票記錄
- 智慧投票计划中的傳記、投票紀錄及利益集團評級
- Congressional profile at GovTrack
- Congressional profile at OpenCongress
- Issue positions and quotes at On the Issues
- Financial information at OpenSecrets.org
- 聯邦選舉委員會中的競選財務報告和數據
- Appearances on C-SPAN programs
- 網路電影資料庫上的亮相頁面
- Profile at Ballotpedia

## 外部連結
- Senator 鮑伯·寇爾克參議院官方網站
- 鮑伯·寇爾克參議員競選網站 （页面存档备份，存于）
- 中的“鮑伯·寇爾克”
- C-SPAN內的頁面（英文）

| 官衔                     | 官衔                                                         | 官衔                     |
| ------------------------ | ------------------------------------------------------------ | ------------------------ |
| 前任者： 喬恩·金賽       | 查塔努加市長 2001年－2005年                                  | 繼任者： 羅恩·利特爾     |
| 政党职务                 |                                                              |                          |
| 前任者： 比爾·福利斯特   | 美國參議員田納西州共和黨被提名人 （第1類） 2006年、2012年    | 繼任者： 玛莎·布莱克本   |
| 美国参议院               |                                                              |                          |
| 前任者： 比爾·福利斯特   | 田納西州第1類參議員 2007年－2019年 與拉馬爾·亞歷山大同時在任 | 繼任者： 玛莎·布莱克本   |
| 前任者： 梅尔·马丁内斯   | 參議院老齡化委員會副主席 2009年－2013年                      | 繼任者： 蘇珊·柯琳絲     |
| 前任者： 理查德·盧加爾   | 參議院外交委員會副主席 2013年－2015年                        | 繼任者： 羅伯特·曼南德茲 |
| 前任者： 羅伯特·曼南德茲 | 參議院外交委員會主席 2015年－2019年                          | 繼任者： 吉姆·里施       |